# 相生町 (名古屋市)
相生町（あいおいちょう）は、愛知県名古屋市東区にある地名。丁番を持たない単独町名である。住居表示未実施。

## 地理
名古屋市東区西部に位置する。東は徳川一丁目、西は白壁五丁目・主税町・橦木町・飯田町、南は泉三丁目、北は赤塚町に接する。

## 歴史

### 町名の由来
鉄砲塚町および九十軒町の2町が合併したことにより成立した当町が、共に末永く栄えるように願った命名であるという。

### 沿革
- 明治4年 - 前述のとおり、鉄砲塚町と九十軒町の一部により、愛知郡相生町として成立[1]。
- 1878年（明治11年）12月20日 - 名古屋区相生町となる[1]。
- 1889年（明治22年）10月1日 - 名古屋市成立に伴い、同市相生町となる[1]。
- 1908年（明治41年）4月1日 - 東区成立に伴い、同区相生町となる[1]。
- 1976年（昭和51年）1月18日 - 泉三丁目に一部が編入される[1]。また、一部が代官町に編入される[4]。
- 1980年（昭和55年）2月10日 - 赤塚町・飯田町・橦木町・白壁町・主税町の各一部を編入する[1]。また、泉三丁目および橦木町・主税町に各一部が編入される[5]。
- 1981年（昭和56年）9月13日 - 一部が徳川一丁目・代官町に編入される[4]。

## 世帯数と人口
2019年（平成31年）2月1日現在の世帯数と人口は以下の通りである。
| 町丁   | 世帯数  | 人口  |
| ------ | ------- | ----- |
| 相生町 | 248世帯 | 398人 |

### 人口の変遷
国勢調査による人口の推移。
| 1995年（平成7年）  | 318人 |  |  |
| 2000年（平成12年） | 300人 |  |  |
| 2005年（平成17年） | 331人 |  |  |
| 2010年（平成22年） | 324人 |  |  |
| 2015年（平成27年） | 373人 |  |  |

### 世帯数の変遷
国勢調査による世帯数の推移。
| 1995年（平成7年）  | 162世帯 |  |  |
| 2000年（平成12年） | 161世帯 |  |  |
| 2005年（平成17年） | 188世帯 |  |  |
| 2010年（平成22年） | 184世帯 |  |  |
| 2015年（平成27年） | 209世帯 |  |  |

## 学区
市立小・中学校に通う場合、学校等は以下の通りとなる。また、公立高等学校に通う場合、学区は以下の通りとなる。なお、小学校は学校選択制度を導入しておらず、番毎で各学校に指定されている。
| 小学校                                      | 中学校               | 高等学校 |
| ------------------------------------------- | -------------------- | -------- |
| 名古屋市立山吹小学校 名古屋市立東白壁小学校 | 名古屋市立冨士中学校 | 尾張学区 |

## 施設

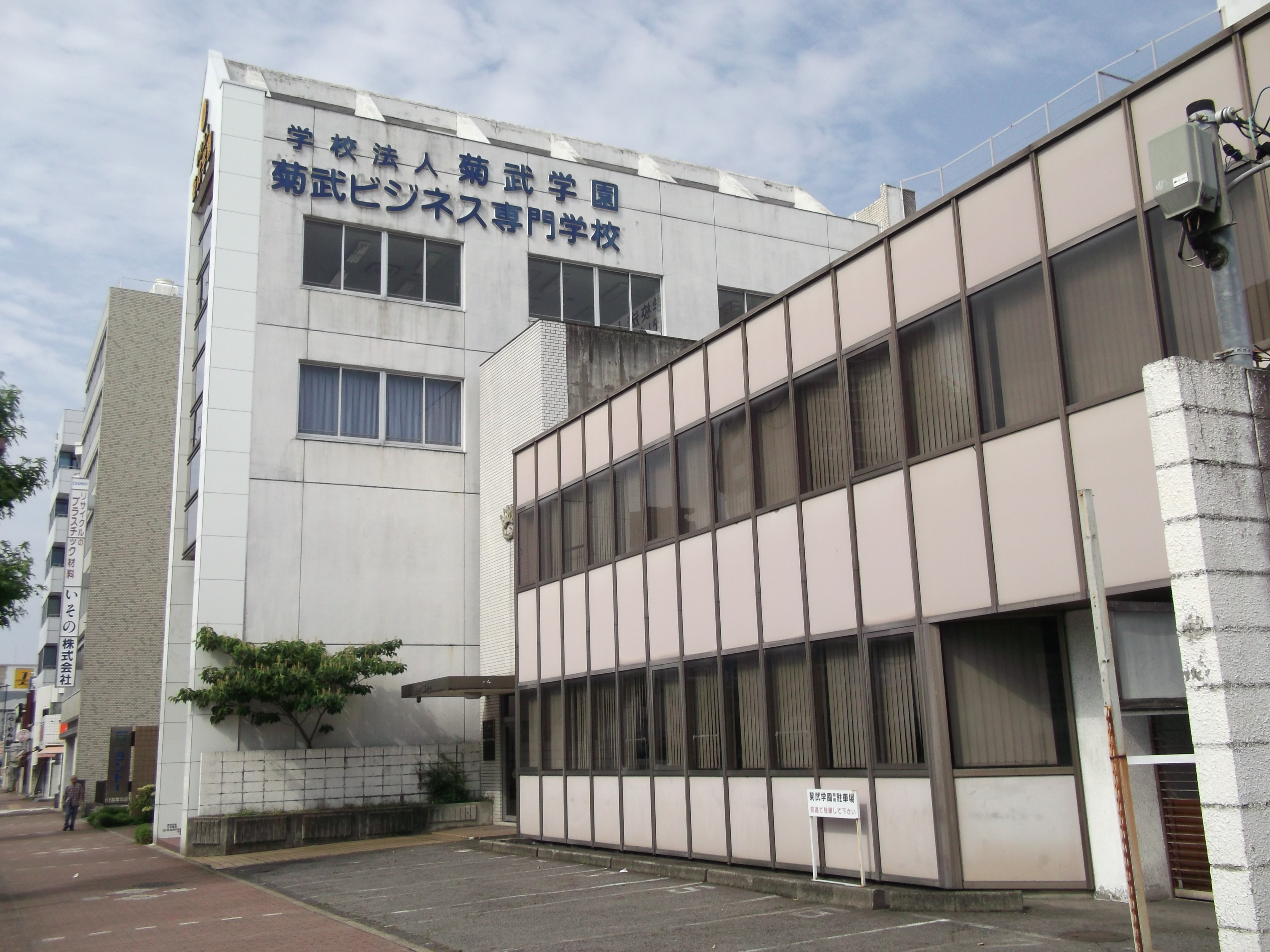
菊武ビジネス専門学校

- 菊武ビジネス専門学校

## その他

### 日本郵便
- 郵便番号 : 461-0012[WEB 3]（集配局：名古屋東郵便局[WEB 13]）。

### WEB
1. ↑  “愛知県名古屋市東区の町丁・字一覧”.   人口統計ラボ. 2017年2月11日閲覧。
2. 1 2  “町・丁目(大字)別、年齢(10歳階級)別公簿人口(全市・区別)”.   名古屋市 (2019年2月20日). 2019年3月10日閲覧。
3. 1 2  “郵便番号”.  日本郵便. 2019年3月17日閲覧。
4. ↑  “市外局番の一覧”.   総務省. 2019年1月6日閲覧。
5. ↑  名古屋市役所市民経済局地域振興部住民課町名表示係 (2015年10月21日). “東区の町名”.   名古屋市. 2017年2月18日閲覧。
6. 1 2  総務省統計局 (2014年3月28日). “平成7年国勢調査の調査結果(e-Stat) - 男女別人口及び世帯数 －町丁・字等” (CSV). 2021年7月20日閲覧。
7. 1 2  総務省統計局 (2014年5月30日). “平成12年国勢調査の調査結果(e-Stat) - 男女別人口及び世帯数 －町丁・字等” (CSV). 2021年7月20日閲覧。
8. 1 2  総務省統計局 (2014年6月27日). “平成17年国勢調査の調査結果(e-Stat) - 男女別人口及び世帯数 －町丁・字等” (CSV). 2021年7月21日閲覧。
9. 1 2  総務省統計局 (2012年1月20日). “平成22年国勢調査の調査結果(e-Stat) - 男女別人口及び世帯数 －町丁・字等” (CSV). 2021年7月21日閲覧。
10. 1 2  総務省統計局 (2017年1月27日). “平成27年国勢調査の調査結果(e-Stat) - 男女別人口及び世帯数 －町丁・字等” (CSV). 2021年7月21日閲覧。
11. ↑  “市立小・中学校の通学区域一覧”.   名古屋市 (2018年11月10日). 2019年1月14日閲覧。
12. ↑  “平成29年度以降の愛知県公立高等学校（全日制課程）入学者選抜における通学区域並びに群及びグループ分け案について”.   愛知県教育委員会 (2015年2月16日). 2019年1月14日閲覧。
13. ↑  郵便番号簿 平成29年度版 - 日本郵便. 2019年03月10日閲覧 (PDF)

### 書籍
1. 1 2 3 4 5 6 7  名古屋市計画局 1992, p. 737.
2. 1 2  「角川日本地名大辞典」編纂委員会 1989, p. 1512.
3. ↑  「角川日本地名大辞典」編纂委員会 1989, p. 63.
4. 1 2  名古屋市計画局 1992, p. 739.
5. ↑  名古屋市計画局 1992, pp. 737–738.